# المتبقي
فيلم المتبقي يقدمه المخرج سيف الله داد رواية الكاتب غسان كنفاني برؤية جديدة من خلال هذا الفيلم الذي يحكى قصة اغتصاب إسرائيل لفلسطين.

## ملخص الفيلم
فيبدأ الأمر بمساعدة الإنجليز على تهجير جماعات كبيرة من اليهود من جميع أنحاء العالم، وبعدها تجتاح العصابات الصهيونية الدموية أرجاء فلسطين، ومنها حيفا كما جاء في الفيلم، ويأبى سعيد ترك بيته والهروب مع أسرته كما يفعل جميع من حوله، وكما نصحه شمعون ((غسان مسعود)) أحد أفراد هذه العصابات الذي كان له تاريخ طويل مع سعيد. تسافر صفية من غزة إلى ابنها قي حيفا لإقناعه بالرحيل، وتنجح قي إقناعه بالحيلة، ولكن للأسف بعد فوات الأوان، فيقتل سعيد، وتقتل لطيفة، ويتبقى فرحان، الذي تستولى عليه أسرة يهودية بولونية مستوطنة، يورام (بسام كوسا) وهانا (صباح بركات)، كما تستولى على منزله، ليتحول من فرحان إلى موشى! تعرف صفية بكل ما حدث مع سعيد ولطيفة وفرحان، فتصر على استرداد حفيدها، فهو من تبقى لها من عائلتها، فتحتال على الأسرة اليهودية وتدعى أنها كانت مربية الطفل السابقة حين كان قي عهدة أبيه وأمه الفلسطينيين، ومن ثم يوافقون على عملها لديهم، فهم منشغلون بالتحضير لفيلم سينمائي يشوه صورة العرب، ويخلق المبررات الكاذبة للوجود اليهودى قي فلسطين، فهل يا ترى تنجح صفية قي تخليص فرحان من أيدي عائلة كوشين اليهودية؟؟ بل والأهم، هل يتبقى أملٌ ولو ضئيلٌ قي انتصار فلسطين على إسرائيل.

## شخصيات الفيلم
في دور الجد رشيد عودة،
في دور كاتب وصحفى … علاء الدين كوكش
في دور الجدة صفية، مديرة مدرسة … سلمى المصري
في دور الابن سعيد، طبيب … جمال سليمان
في دور زوجة الابن لطيفة … جيانا عيد الحفيد فرحان
في دور شمعون غسان مسعود
في دور يورام بسام كوسا
في دور هانا صباح بركات
حسن عويتي
مهند قطيش

## روابط خارجية
- المتبقي على موقع IMDb (الإنجليزية)
- المتبقي على موقع قاعدة بيانات الأفلام العربية
- المتبقي على موقع قاعدة بيانات الفيلم (الإنجليزية)
- المتبقي على موقع ليتربوكسد (الإنجليزية)
- المتبقي على موقع كينوبويسك (الروسية)